# Thyridanthrax insularis
Thyridanthrax insularis är en tvåvingeart som beskrevs av Baez 1991. Thyridanthrax insularis ingår i släktet Thyridanthrax och familjen svävflugor. Inga underarter finns listade i Catalogue of Life.